# Nedre Tunguska

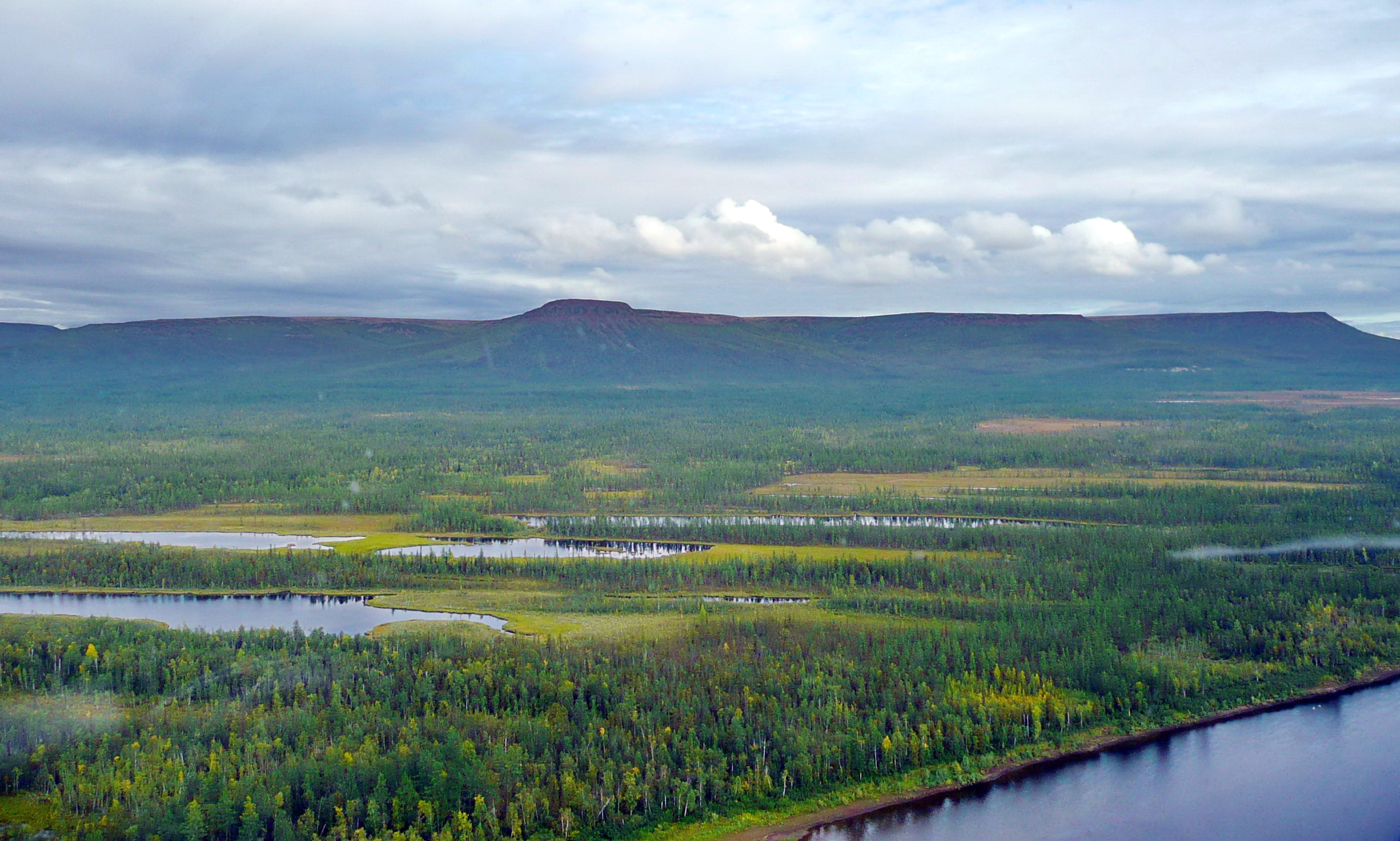
Nedre Tunguska korsar Tunguska- och Syvermaplatåerna.

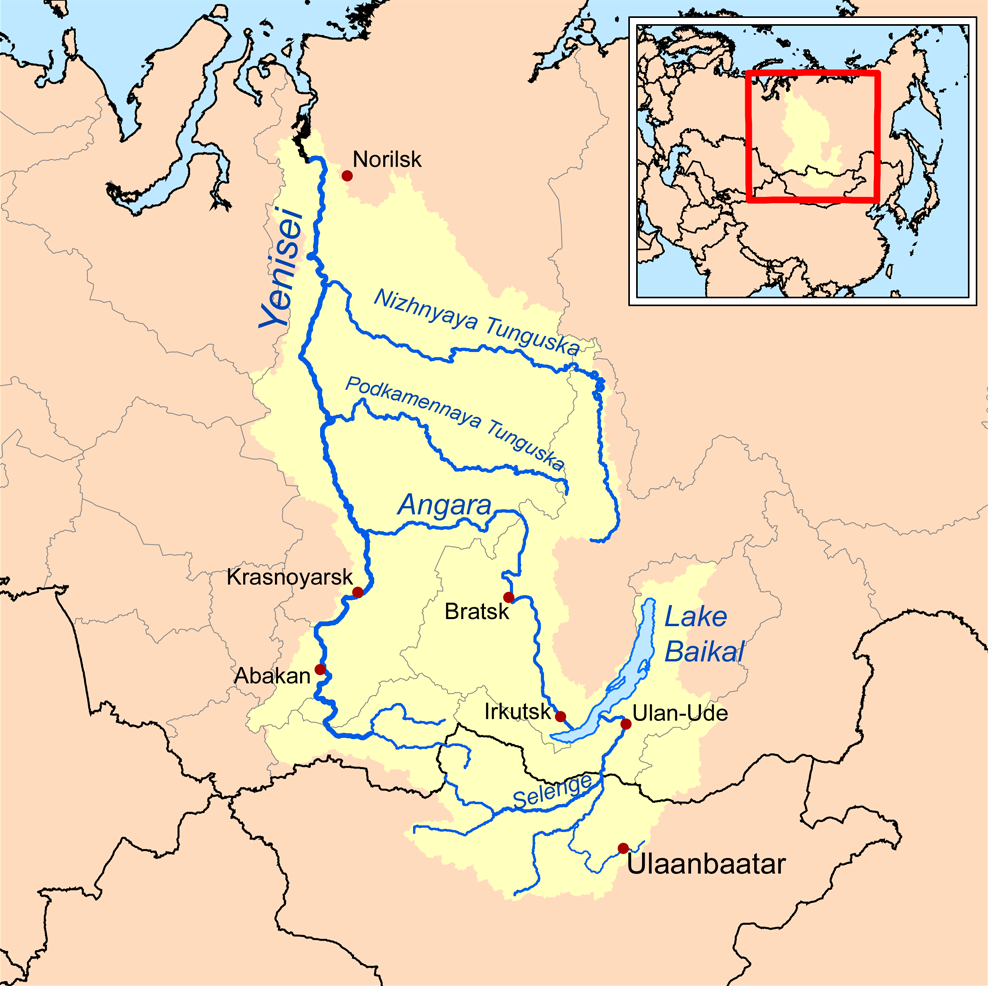
Karta över flodens sträckning, Nizhnyaya Tunguska.

Nedre Tunguska (ryska: Нижняя Тунгуска, Nizjnjaja Tunguska) är en flod i Irkutsk oblast och Krasnojarsk kraj i västra Sibirien i Ryssland. Det är en högerbiflod till Jenisej. Nedre Tunguska är 2 989 kilometer lång.
Den rinner upp mellan Jenisejs och Lenas flodområden och rinner sedan först norrut och sedan västerut genom det Centralsibiriska höglandet. Ungefär 100 kilometer från dess källa rinner Steniga Tunguska upp; den senare rinner ut i Jenisej 600 kilometer söder om Nedre Tunguskas utlopp. Utloppet i Jenisej är beläget nära Turuchansk, omkring 340 kilometer söder om Norilsk. Floden rinner genom en bred dal med talrika sandbankar i det övre loppet. Senare smalnar dalen av, och flodens karaktäriseras istället av sina klyftor och forsar.
Avvattningsområdet, främst regionen Tunguska, är på 471 300 km². Medelvattenföringen vid utloppet är 3 600 m³/s. Den viktigaste bifloden är Kotjetjum som förenar sig med Nedre Tunguska inte långt från staden Tura.